# 矢野七三郎
矢野 七三郎（やの しちさぶろう、1855年（安政2年） - 1889年（明治22年）12月24日）は、伊予国野間郡宮脇村（現在の愛媛県今治市大西町宮脇）出身の日本の実業家。「伊予ネル」の創始者であり、「今治綿業の父」と呼ばれる。

## 経歴

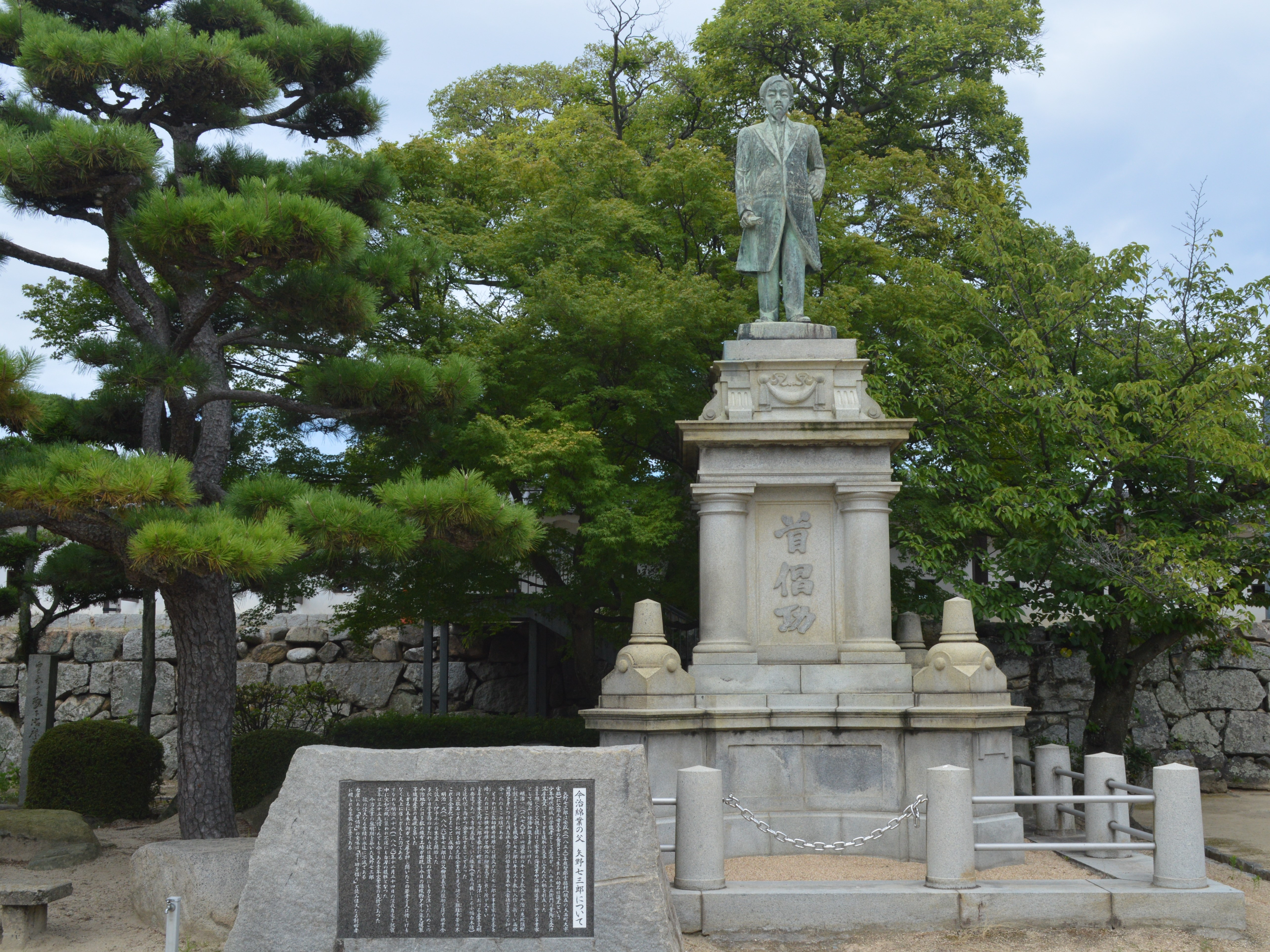
今治城の吹揚公園にある銅像

1855年（安政2年）、伊予国野間郡宮脇村（現在の愛媛県今治市大西町宮脇）の矢野家の長男として生まれた。幼名は通正。父は矢野節太、母は美喜。幼少期には山本五左衛門に学んだ。1879年（明治12年）の今治に四国初のプロテスタント教会（会衆派）が設立されると、七三郎はキリスト教に入信し、キリスト教指導者の横井時雄と親交を深めた。のちに同志社大学を設立する新島襄や、のちに小説家となる徳冨蘆花と知り合っている。
江戸時代の伊予国今治は綿花の栽培が盛んだったが、明治になると近畿地方や外国産の白木綿に押されて不振となっていた。矢野家は海運業や酒造業を行っていたが、七三郎は家業を弟に譲り、今治の製綿業の近代化を志した。1885年（明治18年）には和歌山に赴いて紀州ネルの製綿技術を学び、紀州ネルを改良して伊予ネルを生み出した。1886年（明治19年）には3月には伯父である柳瀬義富の援助を受け、綿ネル工場の興修社（のちの興業舎）を設立した。七三郎は周辺の人々にも製造技術を公開したことから、今治地域には多数の織布工場が設立され、今治タオルに代表される織物産地となった。
1889年（明治22年）12月24日、教会でクリスマスの前夜祭を終えて帰宅後、自宅に侵入した暴漢に殺害された。享年35。今治市大西町宮脇の丸山墓地に墓所がある。死後の1907年（明治40年）には産業功績者として農商務大臣賞を受賞した。今治城の吹揚公園には七三郎の銅像が建立されている。